# Ivan Golovachov
Ivan Golovachov (Jersón, URSS, 21 de mayo de 1929) es un deportista soviético que compitió en piragüismo en la modalidad de aguas tranquilas. Ganó una medalla de plata en el Campeonato Mundial de Piragüismo de 1958 en la prueba de K2 1000 m.
Participó en los Juegos Olímpicos de Roma 1960, donde finalizó cuarto en la prueba de K2 1000 m.

## Palmarés internacional
| Campeonato Mundial | Campeonato Mundial     | Campeonato Mundial | Campeonato Mundial |
| Año                | Lugar                  | Medalla            | Evento             |
| ------------------ | ---------------------- | ------------------ | ------------------ |
| 1958               | Praga (Checoslovaquia) | Medalla de plata   | K2 1000 m          |